# MPV17L2
MPV17L2 (англ. MPV17 mitochondrial inner membrane protein like 2) – білок, який кодується однойменним геном, розташованим у людей на короткому плечі 19-ї хромосоми. Довжина поліпептидного ланцюга білка становить 206 амінокислот, а молекулярна маса — 23 180.
| 10         |  | 20         |  | 30         |  | 40         |  | 50         |
| ---------- |  | ---------- |  | ---------- |  | ---------- |  | ---------- |
| MARGGWRRLR |  | RLLSAGQLLF |  | QGRALLVTNT |  | LGCGALMAAG |  | DGVRQSWEIR |
| ARPGQVFDPR |  | RSASMFAVGC |  | SMGPFLHYWY |  | LSLDRLFPAS |  | GLRGFPNVLK |
| KVLVDQLVAS |  | PLLGVWYFLG |  | LGCLEGQTVG |  | ESCQELREKF |  | WEFYKADWCV |
| WPAAQFVNFL |  | FVPPQFRVTY |  | INGLTLGWDT |  | YLSYLKYRSP |  | VPLTPPGCVA |
| LDTRAD     |  |            |  |            |  |            |  |            |

A: Аланін

C: Цистеїн

D: Аспарагінова кислота

E: Глутамінова кислота

F: Фенілаланін

G: Гліцин

H: Гістидин

I: Ізолейцин

K: Лізин

L: Лейцин

M: Метіонін

N: Аспарагін

P: Пролін

Q: Глутамін

R: Аргінін

S: Серин

T: Треонін

V: Валін

W: Триптофан

Задіяний у такому біологічному процесі, як альтернативний сплайсинг. 
Локалізований у мембрані, мітохондрії, внутрішній мембрані мітохондрії.